# Supernatural (sezonul 4)
Sezonul patru Supernatural, un serial de televiziune  american  creat de Eric Kripke, a avut premiera pe The CW la 18 septembrie 2008 și s-a terminat la 14 mai 2009. Este format din 22 de episoade care au fost difuzate în zilele de joi la 09:00, în Statele Unite.

## Prezentare
Dean este salvat din iad și adus înapoi de către un înger al Domnului numit Castiel, unul dintre îngerii care apar de-a lungul întregului sezon. Frații colaborează cu Castiel pentru a opri planul lui Lilith de rupere a celor 66 de sigilii ale Apocalipsei, lucru care ar permite arhanghelului căzut Lucifer, "Diavolul" sau "Satana", să fie din nou liber pe Pământ. Relația dintre Sam și Dean este tensionată. Sam începe să treacă din ce în ce mai mult de partea lui Ruby în defavoarea lui Dean. El începe să scoată la lumină partea sa demonică consumând sânge demonic pentru a deveni suficient de puternic pentru a o învinge pe Lilith. El și Dean se ceartă și se despart. Sam trece pe deplin de partea lui Ruby în căutarea sa obsesivă de a o ucide pe Lilith. Dean face o înțelegere cu îngerii pentru a-l salva pe Sam, dar află că îngerii își doresc ca Apocalipsa să aibă loc pentru a reconstrui Paradisul pe Pământ. Cu ajutorul lui Castiel, Dean scapă de ceilalți îngeri și încearcă să-l oprească pe Sam după ce a aflat că moartea lui Lilith este, de fapt, ultima pecete, dar Sam o ucide între timp, dând drumul lui Lucifer pe Pământ. Ruby își dezvăluie  adevăratele intenții, fiind de fapt un demon loial lui Lucifer și Dean o ucide. Sezonul se încheie în timp ce cușca lui Lucifer se deschide și iese din Iad.

## Distribuție

### Roluri principale
- Jared Padalecki ca Sam Winchester (22 de episoade)
- Jensen Ackles ca Dean Winchester (22 de episoade)

### Roluri secundare
- Misha Collins este Castiel (12 episoade)
- Genevieve Cortese ca Ruby (11 episoade)
- Jim Beaver ca Bobby Singer (7 episoade)
- Mark Rolston (2 episoade) și Christopher Heyerdahl (3 episoade) ca Alastair
- Julie McNiven ca Anna Milton (5 episoade)
- Robert Wisdom ca Uriel (4 episoade)
- Katherine Boecher (2 episoade) și Sierra McCormick (1 episod) ca Lilith
- Traci Dinwiddie ca Pamela Barnes (3 episoade)
- Kurt Fuller ca Zachariah (3 episoade)
- Rob Benedict ca Chuck Shurley (2 episoade)
- Juliana Wimbles ca Cindy McKellan (2 episoade)
- Jake Abel	ca Adam Milligan (1 episod)
- Nicki Aycox ca Meg Masters (1 episod)
- Lindsey McKeon ca Tessa  (1 episod)
- Mitch Pileggi  ca Samuel Campbell (1 episod)

## Episoade
În tabelul următor, numărul din prima coloană se referă la numărul episodului în cadrul întregii serii, în timp ce numărul din a doua coloană se referă la numărul episodului în cadrul primului sezon "Audiență SUA (milioane)" se referă la cât de mulți americani au vizionat episodul în ziua difuzării sale.
| Nr. în serial | Nr. în sezon | Titlu                                          | Regia           | Scenariu                                                        | Premiera TV        | Cod producție | Audiență SUA (milioane) |
| ------------- | ------------ | ---------------------------------------------- | --------------- | --------------------------------------------------------------- | ------------------ | ------------- | ----------------------- |
| 61            | 1            | „Lazarus Rising”                               | Kim Manners     | Eric Kripke                                                     | 18 septembrie 2008 | 3T7501        | 3.96                    |
| 62            | 2            | „Are You There, God? It's Me, Dean Winchester” | Phil Sgriccia   | Poveste de: Sera Gamble & Lou Bollo Scenariu de: Sera Gamble    | 25 septembrie 2008 | 3T7502        | 3.18                    |
| 63            | 3            | „In the Beginning”                             | Steve Boyum     | Jeremy Carver                                                   | 2 octombrie 2008   | 3T7504        | 3.51                    |
| 64            | 4            | „Metamorphosis”                                | Kim Manners     | Cathryn Humphris                                                | 9 octombrie 2008   | 3T7505        | 3.15                    |
| 65            | 5            | „Monster Movie”                                | Robert Singer   | Ben Edlund                                                      | 16 octombrie 2008  | 3T7503        | 3.06                    |
| 66            | 6            | „Yellow Fever”                                 | Phil Sgriccia   | Andrew Dabb & Daniel Loflin                                     | 23 octombrie 2008  | 3T7506        | 3.25                    |
| 67            | 7            | „It's the Great Pumpkin, Sam Winchester”       | Charles Beeson  | Julie Siege                                                     | 30 octombrie 2008  | 3T7507        | 3.55                    |
| 68            | 8            | „Wishful Thinking”                             | Robert Singer   | Poveste de: Ben Edlund & Lou Bollo Scenariu de: Ben Edlund      | 6 noiembrie 2008   | 3T7508        | 3.24                    |
| 69            | 9            | „I Know What You Did Last Summer”              | Charles Beeson  | Sera Gamble                                                     | 13 noiembrie 2008  | 3T7509        | 2.94                    |
| 70            | 10           | „Heaven and Hell”                              | J. Miller Tobin | Poveste de: Trevor Sands Scenariu de: Eric Kripke               | 20 noiembrie 2008  | 3T7510        | 3.34                    |
| 71            | 11           | „Family Remains”                               | Phil Sgriccia   | Jeremy Carver                                                   | 15 ianuarie 2009   | 3T7511        | 2.98                    |
| 72            | 12           | „Criss Angel Is a Douchebag”                   | Robert Singer   | Julie Siege                                                     | 22 ianuarie 2009   | 3T7512        | 3.06                    |
| 73            | 13           | „After School Special”                         | Adam Kane       | Andrew Dabb & Daniel Loflin                                     | 29 ianuarie 2009   | 3T7513        | 3.56                    |
| 74            | 14           | „Sex and Violence”                             | Charles Beeson  | Cathryn Humphris                                                | 5 februarie 2009   | 3T7514        | 3.37                    |
| 75            | 15           | „Death Takes a Holiday”                        | Steve Boyum     | Jeremy Carver                                                   | 12 martie 2009     | 3T7515        | 2.84                    |
| 76            | 16           | „On the Head of a Pin”                         | Mike Rohl       | Ben Edlund                                                      | 19 martie 2009     | 3T7516        | 3.37                    |
| 77            | 17           | „It's a Terrible Life”                         | James L. Conway | Sera Gamble                                                     | 26 martie 2009     | 3T7517        | 3.13                    |
| 78            | 18           | „The Monster at the End of This Book”          | Mike Rohl       | Poveste de: Julie Siege & Nancy Weiner Scenariu de: Julie Siege | 2 aprilie 2009     | 3T7518        | 3.27                    |
| 79            | 19           | „Jump the Shark”                               | Phil Sgriccia   | Andrew Dabb & Daniel Loflin                                     | 23 aprilie 2009    | 3T7519        | 2.70                    |
| 80            | 20           | „The Rapture”                                  | Charles Beeson  | Jeremy Carver                                                   | 30 aprilie 2009    | 3T7520        | 2.95                    |
| 81            | 21           | „When the Levee Breaks”                        | Robert Singer   | Sera Gamble                                                     | 7 mai 2009         | 3T7521        | 2.79                    |
| 82            | 22           | „Lucifer Rising”                               | Eric Kripke     | Eric Kripke                                                     | 14 mai 2009        | 3T7522        | 2.89                    |

## Legături externe
- Site web oficial
- „Supernatural” la Internet Movie Database
- Lista episoadelor din Supernatural  season 4 la TV.com

- Supernatural la epguides.com